# Echter Wiesenhafer
Der Echte Wiesenhafer (Helictochloa pratensis (L.) Romero Zarco, Syn.: Helictotrichon pratense (L.) Besser; Avena pratensis L.) ist eine Pflanzenart innerhalb der Familie der Süßgräser (Poaceae). In einigen deutschen Bundesländern steht es auf der Roten Liste, da seine Bestände durch die Zerstörung seiner Lebensräume zurückgehen. Er ist seltener als der Flaumige Wiesenhafer und ist nur schlecht als Futtergras geeignet.

## Beschreibung

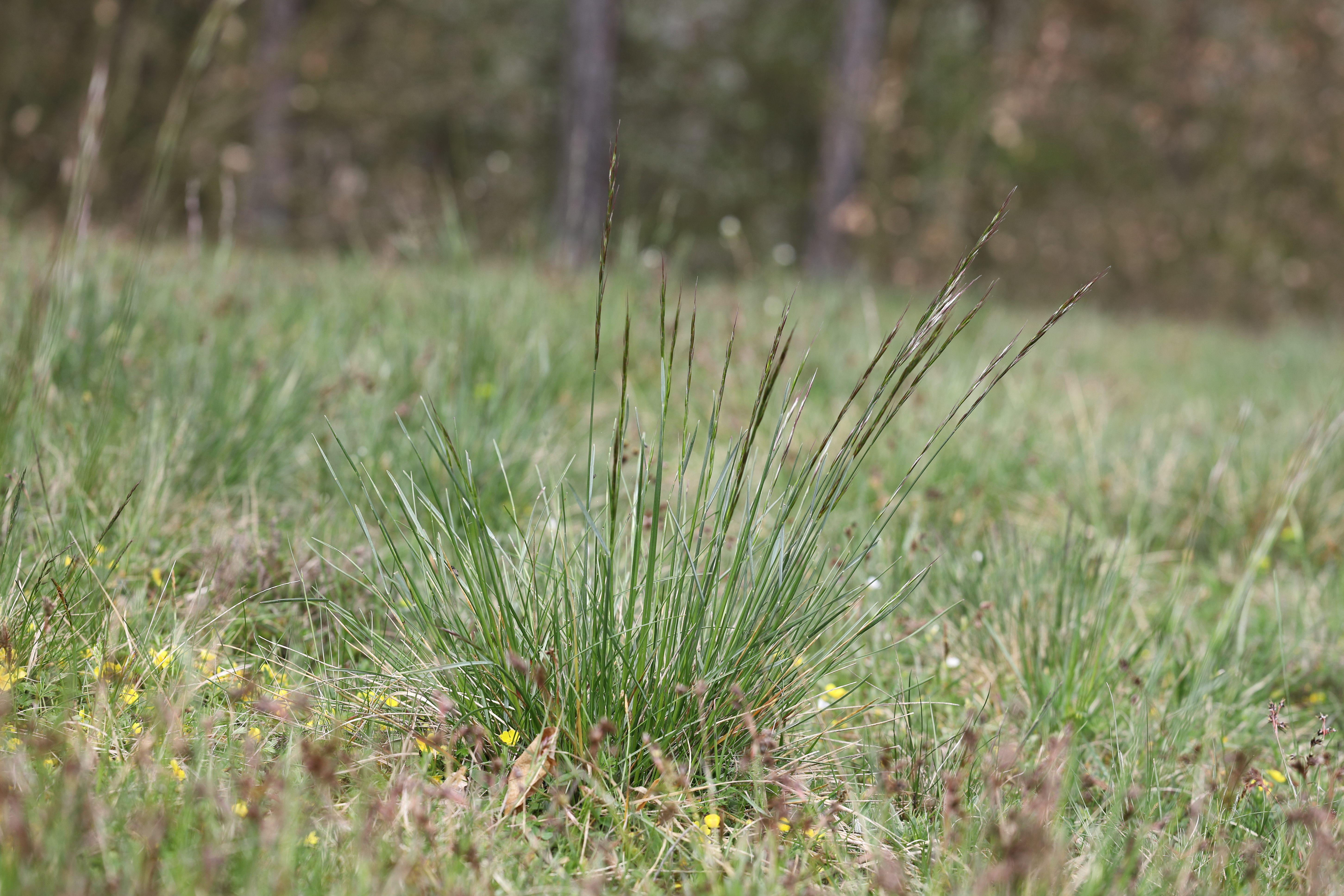
Habitus

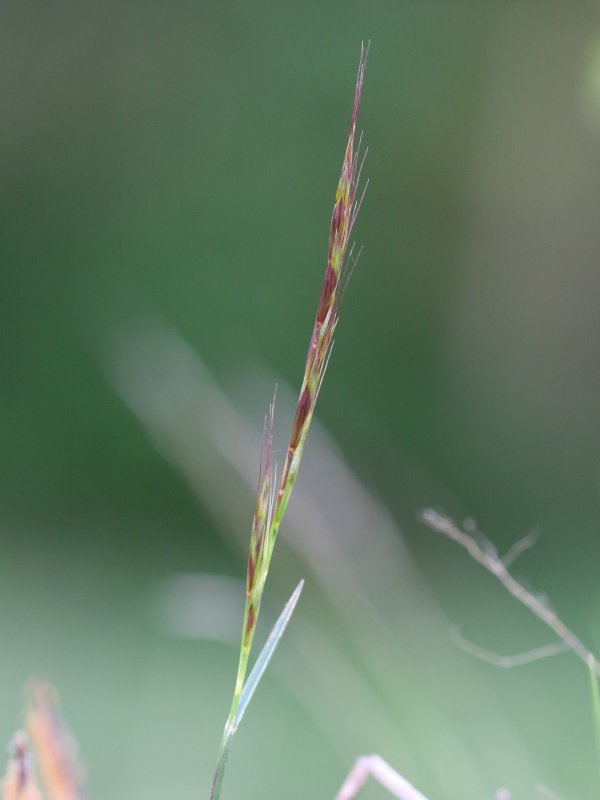
Blütenstand

### Vegetative Merkmale
Der Echte Wiesenhafer ist eine ausdauernde krautige Pflanze, die Wuchshöhen von 30 bis 80 Zentimetern erreicht. Er entwickelt kurze unterirdische Ausläufer und zahlreiche Erneuerungssprosse, die innerhalb dr untersten Blattscheiden emporwachsen. Der aufrechte Halm ist glatt, kahl und nur unter dem Blütenstand rau und mit einem oder zwei Knoten, die kahl und gerieft sind, gegliedert. Die Ligula der oberen Halmblätter ist 3 bis 5 Millimeter lang, die der Erneuerungssprosse 0,5 bis 1 Millimeter lang. Die Blattspreiten sind bei den Erneuerungssprossen 5 bis 30 Zentimeter lang, anfangs zusammengefaltet und sonst flach ausgebreitet. Die Blattspreite der Halmblätter ist nur 0,5 bis 3 Zentimeter lang und etwa 3 Millimeter breit.

### Generative Merkmale
Die Blütezeit reicht von Mai bis Juli. Der silberig glänzende, rispige Blütenstand ist 5 bis 20 Zentimeter lang und bis 2 Zentimeter breit und besitzt 5 bis 18 Ährchen. Die Seitenäste sind bis 2 Zentimeter lang und tragen 1 bis 2 Ährchen. Die Ährchen enthalten drei bis fünf, selten bis zu sieben Blüten und ist (ohne die Grannen) 18 bis 28 Millimeter lang. Die Ährchenachse zerfällt zur Reifezeit. Von den dreinervigen Hüllspelzen ist die untere 9 bis 14, die obere 12 bis 20 Millimeter lang. Die Deckspelzen sind fünfnervig, 10 bis 16 Millimeter lang und tragen am Rücken etwa in der Mitte eine 12 bis 22 Millimeter lange Granne. Die Untergranne ist 5 bis 7 Millimeter lang und gedreht, die Obergranne ist 10 bis 15 Millimeter lang und gerade. Die Vorspelzen sind zweinervig und 9 bis 12 Millimeter lang. Die Staubbeutel sind 3 bis 6 Millimeter lang.
Die Frucht ist etwa 9 Millimeter lang und am oberen Ende behaart.
Die Chromosomenzahl beträgt 2n = meist 126, aber auch 84–147.

## Unterscheidung zu anderen Arten
Der Echte Wiesenhafer unterscheidet sich vom Flaumigen Wiesenhafer (Avenula pubescens) durch die kahlen, maximal rauen Blattscheiden, die bandartig flachen Grannen, die borstlichen Blätter, die drei- bis fünfblütigen Ährchen und die deutlich dreinervigen Hüllspelzen.

## Standortbedingungen
Der Echte Wiesenhafer besiedelt Trocken- und Halbtrockenrasen, Magerrasen oder auch lichte Wälder. Er gedeiht am besten auf basenreichen Böden und verträgt auch kalkhaltige Böden. Er kommt aber meist auf kalkarmen oder entkalkten, gern schweren, steinigen oder reinen Tonböden in sommerwarmer Klimalage vor. In den Allgäuer Alpen steigt er im Tiroler Teil am Heuberg bei Häselgehr in Höhenlagen bis zu 1800 Metern auf. Er gedeiht in der Pflanzengesellschaft Viscario-Avenetum pratensis aus dem Verband Mesobromion erecti, kommt aber auch in anderen Pflanzengesellschaften der Klasse Festuco-Brometea oder in denen der Verbände Violion caninae oder Erico-Pinion vor.
Die ökologischen Zeigerwerte nach Landolt et al. 2010 sind in der Schweiz: Feuchtezahl F = 1+ (trocken), Lichtzahl L = 4 (hell), Reaktionszahl R = 4 (neutral bis basisch), Temperaturzahl T = 3+ (unter-montan und ober-kollin), Nährstoffzahl N = 2 (nährstoffarm), Kontinentalitätszahl K = 4 (subkontinental). Er ist ein Magerkeitszeiger und eine Licht- bis Halbschattenpflanze.

## Systematik und Verbreitung
Die Erstveröffentlichung erfolgte 1753 unter dem Namen Avena pratensis durch Carl von Linné in Species Plantarum, Tomus I, Seite 80. Die Neukombination zu Helictochloa pratensis (L.) Romero Zarco wurde 2011 durch Carlos Romero Zarco (* 1954) in Candollea, Volume 66, S. 103 veröffentlicht.
Der Echte Wiesenhafer kommt von Europa und Nordafrika bis zum Iran und dem westlichen Himalaja vor. In Europa kommt er in fast allen Ländern vor und fehlt nur in Portugal, Irland, Island, Lettland, Moldau, Albanien, Nordmazedonien, Griechenland, Bulgarien und im europäischen Teil der Türkei.
Je nach Autor gibt es einige Unterarten:
- Helictochloa pratensis subsp. amethystea (Braun-Blanq.) Romero Zarco: Sie kommt in Frankreich vor.[6]
- Helictochloa pratensis subsp. gonzaloi (Sennen ex St.-Yves) Romero Zarco (Syn.: Avenula gonzaloi (Sennen) Holub): Sie kommt nur in Spanien vor.[5]
- Helictochloa pratensis subsp. hirtifolia (Podp.) Romero Zarco (Syn.: Avenochloa pratensis subsp. hirtifolia (Podp.) Holub): Sie kommt von Österreich bis zur Slowakei vor.[5]
- Helictochloa pratensis subsp. iberica (St.-Yves) Romero Zarco (Syn.: Helictotrichon pratense subsp. ibericum (St.-Yves) Mateo & Figuerola): Sie kommt in Spanien und Frankreich vor.[5]
- Helictochloa pratensis (L.) Romero Zarco subsp. pratensis: Sie kommt von Europa bis zum Iran vor.[5]
- Helictochloa pratensis subsp. requienii (Mutel) H.Scholz (Syn.: Helictotrichon requienii (Mutel) Henrard): Sie kommt in Spanien und Frankreich vor.[5]